# Lago Powidzkie
Il lago Powidzkie è un lago della Polonia.